# Новоселівка Друга (Бєлгородська область)
Новоселівка Друга (рос. Новосёловка Вторая) — село в Івнянському районі Бєлгородської області Російської Федерації.
Населення становить 221  особу. Входить до складу муніципального утворення Богатенське сільське поселення.

## Історія
Населений пункт розташований у східній частині української суцільної етнічної території — східній Слобожанщині.
Згідно із законом від 20 грудня 2004 року № 159 від 20 грудня 2004 року органом місцевого самоврядування було Богатенське сільське поселення.

## Населення
| 2002 | 2010 |
| ---- | ---- |
| 250  | ↘221 |